# Севан (місто)
Сева́н (вірм. Սևան, МФА: [sɛˈvɑn]) — місто у Вірменії, в марзі Ґегаркунік.
Вузол автодоріг. Залізнична станція за 63 км від Єревана. 31 тис. мешканців (за переписом 2006 року).

## Історія
У другій половині XIX ст. біля витоків Раздану російськими переселенцями-молоканами було засновано село Єлєновка. З цією назвою воно проіснувало як село до 1949 р., коли закінчилося будівництво штучного тунелю під витоком Раздану і запрацювала підземна ГЕС. Після цього отримало статус міста з новою назвою — Севан.
Завдяки наявності ряду промислових підприємств і розташуванню на перехресті важливих автомобільних доріг і залізничних шляхів місто стало важливим промисловим пунктом Вірменії.
За 4 км від міста, у села Лчашен знаходиться комплекс археологічних пам'ятників доурартського періоду (Центральнозакавказська Археологічна Культура, від 3-го тисячоліття до н. е. до середньовіччя).
Поруч з містом розташований монастир на острові — Севанаванк.

## Географія

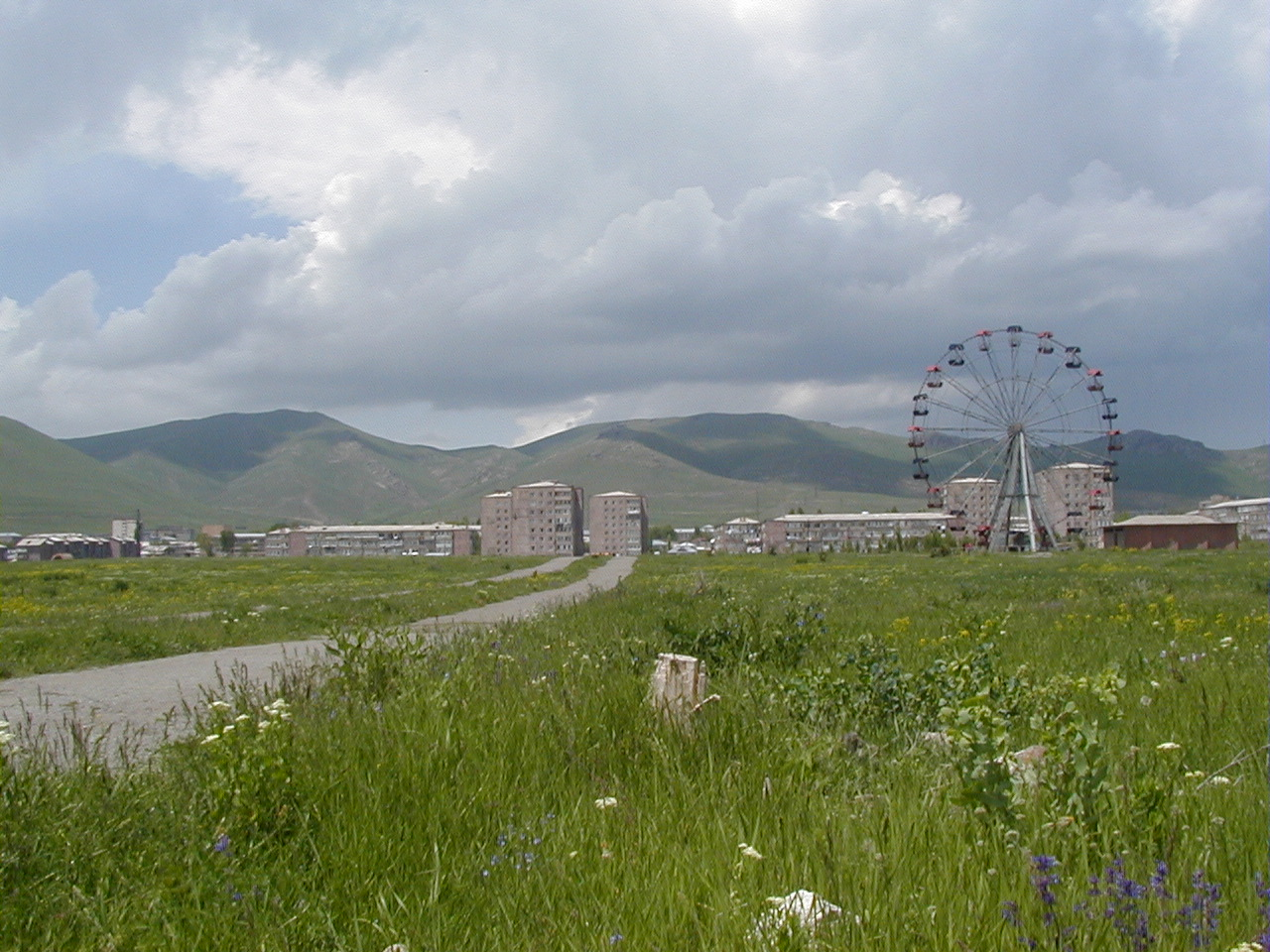
Вигляд на місто з околиці

Місто Севан розташоване на висоті 1900 м біля витоків Раздана, між крутим схилом Цамакаберда (південно-східного відрогу Памбакського хребта з півночі) і плавним початком лавових плато Гегамського хребта з півдня, на північно-західному узбережжі озера Севан, по піднесеній гряді, між стародавнім руслом річки і озером.

### Клімат
Місто знаходиться у зоні, котра характеризується вологим континентальним кліматом з теплим літом. Найтепліший місяць — серпень із середньою температурою 14.8 °C (58.6 °F). Найхолодніший місяць — січень, із середньою температурою -7.9 °С (17.8 °F).
| Клімат Севана           | Клімат Севана | Клімат Севана | Клімат Севана | Клімат Севана | Клімат Севана | Клімат Севана | Клімат Севана | Клімат Севана | Клімат Севана | Клімат Севана | Клімат Севана | Клімат Севана | Клімат Севана |
| Показник                | Січ.          | Лют.          | Бер.          | Квіт.         | Трав.         | Черв.         | Лип.          | Серп.         | Вер.          | Жовт.         | Лист.         | Груд.         | Рік           |
| Середній максимум, °C   | −2,8          | −2,1          | 1,4           | 7,1           | 12,4          | 16,2          | 18,9          | 19,5          | 16,9          | 12,4          | 5,5           | −0,1          | 8,8           |
| Середня температура, °C | −7,9          | −7,5          | −5,3          | 0,6           | 6,7           | 10,6          | 13,9          | 14,8          | 10,9          | 6,2           | −0,8          | −5,5          | 3,1           |
| Середній мінімум, °C    | −13           | −13           | −12           | −6            | 1             | 5             | 9             | 10            | 5             | 0             | −7            | −11           | −2,7          |
| Норма опадів, мм        | 16            | 23            | 33            | 60            | 87            | 78            | 44            | 33            | 25            | 49            | 31            | 18            | 497           |
| Днів з дощем            | 8             | 9             | 12            | 14            | 19            | 15            | 10            | 8             | 8             | 9             | 8             | 8             | 128           |
| ----------------------- | ------------- | ------------- | ------------- | ------------- | ------------- | ------------- | ------------- | ------------- | ------------- | ------------- | ------------- | ------------- | ------------- |
| Джерело: Weatherbase    |               |               |               |               |               |               |               |               |               |               |               |               |               |

## Інфраструктура

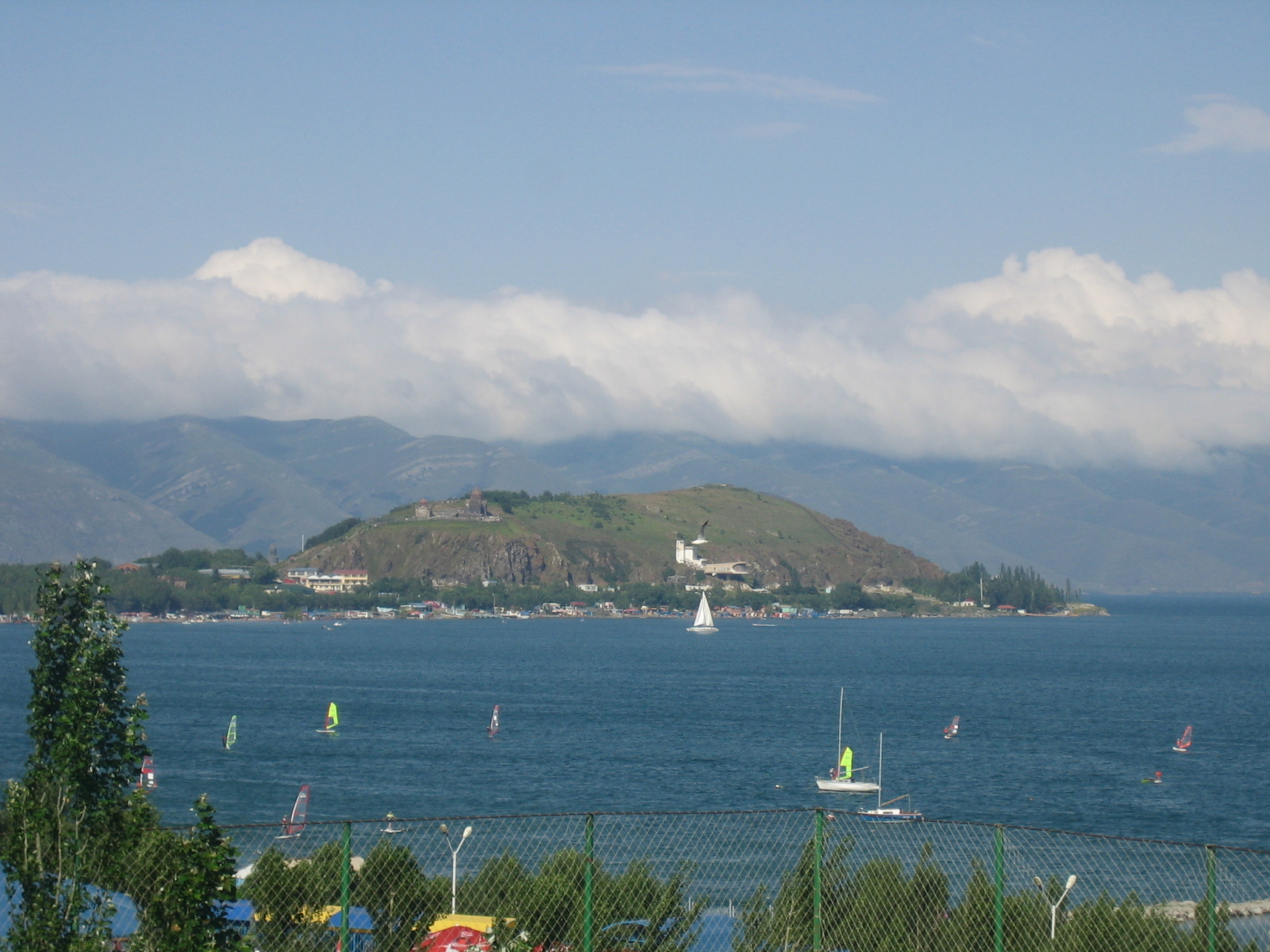
Узбережжя Севана

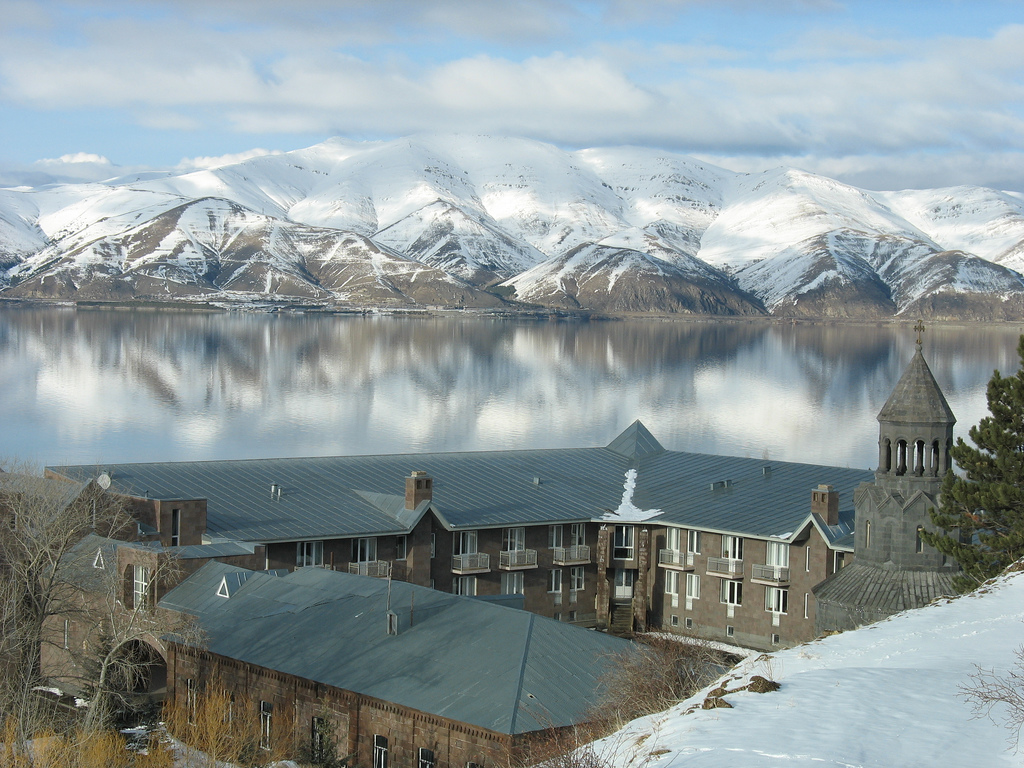
Теологічна академія Воскеняна

Історично місто забудовувалося 1 і 2-х поверховими будинками садибного типу, що розташовувалися по берегу озера. Пониження рівня води Севана видалило від нього місто і подальший розвиток забудови центру вівся у напрямку осушеної берегової смуги.
Сучасне місто має форму амфітеатру з компактною, замкнутою навколо центру композицією, мінімальними відстанями від житлових будинків до культурних і адміністративних об'єктів центру, де розташований і міський парк.
Через місто проходить автомагістраль Єреван—Тбілісі. Автомагістраль Єреван — Тбілісі йде уздовж берега, обминаючи місто з півдня і сходу. Між трасою і берегом знаходяться готелі, розважальні комплекси і пляжі. З північного кінця курортна зона обмежена півостровом Севана, який має форму пальця. На горбі у кінця «пальця» стоїть монастир Севанаванк («монастир Севану»), що складається з двох церков і семінарії.
Залізнична станція Севан розташована на лінії Єреван — Раздан — Севан — Шоржа — Сотк. Більшу частину року через Севан пасажирського сполучення немає, але влітку щоденно ходить електропоїзд Єреван (відправлення зі станції Канакер) — Шоржа (через Раздан і Севан). В іншій час приміського руху від Раздану до Шоржі немає, а на ділянці Шоржа — Сотк курсують лише вантажні поїзди. Пасажирських поїздів дального слідування нема.
Заводи: виконавчих механізмів, електростеклоізоляції, тютюново-ферментаційний та ін.
Індустріально-технологічний технікум.

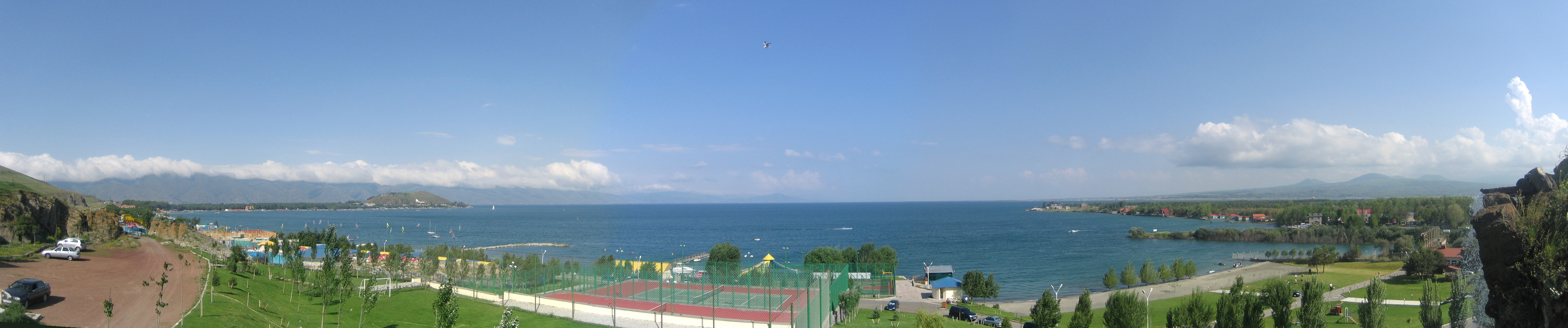
Панорама міста

## Міста-побратими
- Бюссі-Сен-Жорж (фр. Bussy-Saint-Georges), Франція